# Linda de Suza
Linda de Suza, nome d'arte di Teolinda Joaquina de Sousa Lança (Beringel, 22 febbraio 1948 – Gisors, 28 dicembre 2022), è stata una cantante e scrittrice portoghese naturalizzata francese.

## Biografia
Nacque a Beringel, in Portogallo, da una coppia povera che generò in tutto otto figli. Abbandonò la scuola a soli undici anni, e all'età di venti diede alla luce il figlio João. Nel 1969 lasciò clandestinamente il suo paese natale per la Francia, mal sopportando il regime dittatoriale di Salazar. Non sapeva ancora una parola di francese, ma imparò rapidamente leggendo fotoromanzi in questa lingua. A Parigi si stabilì nel 1973.
Raggiunse la fama alla fine degli anni 70 in Francia con due canzoni: Uma Moça Chorava e Tiroli-Triola.
Il 20 gennaio 1983 fu invitata a cantare all'Olympia di Parigi: doveva originariamente dare due concerti, ma visto il grande successo si esibì nella prestigiosa sala altre tredici volte. Per l'occasione uscì un doppio album live.
Nel 1984, Linda de Suza ottenne un imprevisto successo letterario con la sua autobiografia, che vendette due milioni di copie: ne fu anche ricavato un musical nel 1986, adattato per la tv nel 1987 dall'emittente Antenne 2 in sei appuntamenti. La cantante pubblicò poi alcuni romanzi.
Negli anni 90 ebbe inizio il suo declino. Nell'ottobre 2010 presentò una denuncia contro ignoti per furto di identità e appropriazione indebita: ben sei conti bancari erano stati aperti a sua insaputa con il vecchio codice del suo permesso di soggiorno, modificato poi nel 1979. Fece uscire il suo ultimo album nel 2019, nonostante le fossero già stati diagnosticati gravi disturbi mentali (in particolare rifiutava talvolta di alimentarsi).
Linda de Suza è morta sul finire del 2022 a 74 anni, nell'ospedale di Gisors, dove si trovava ricoverata in condizioni critiche per complicazioni da COVID-19. Aveva contratto una prima volta la patologia virale nel 2020.